# Ion Bogdan (fotbalist)
Ion (Ionică) Bogdan (n. 6 martie 1915, București, România – d. 10 iulie 1992) a fost un fotbalist român și antrenor. A jucat pentru Echipa națională de fotbal a României la Campionatul Mondial de Fotbal 1938.

## Istoric

### La echipa de club
Ion Bogdan s-a născut în 6 martie 1915, și și-a început cariera de fotbalist la Unirea Tricolor București. Odată cu mutarea la CFR București a cunoscut cu adevărat performanta, unde a câștigat 6 cupe ale României. A fost golgeter în sezonul de Divizia A 1940-1941, marcând același număr de goluri ca și Valeriu Sonny Niculescu, 21. A jucat 9 meciuri în Cupa Mitropa și a dat  3 goluri.
A mai jucat la Red Star Paris, MTK Budapesta și AS Bari în Serie A fără rezultate notabile.

### La echipa națională
A avut 12 selecții pentru echipa națională a România marcând trei goluri și a participat la Cupa Mondială FIFA 1938 într-un meci împotriva Cuba.

## Palmares

### Jucător
Rapid București
- Cupa României
  - Câștigător (6): 1936–37, 1937–38, 1938–39 , 1939–40, 1940–41, 1941–42
  - Finalist (1): 1935–36

### Antrenor
Al-Shabiba Mazraa
- Liga Libaneză: 1966–67

Racing Beirut
- Liga Libaneză: 1969–70

### Individual
- Total meciuri jucate în Liga I a României: 150 meciuri – 78 goluri
- Cel mai bun marcator al Ligii întâi a României: 1940–41
- Cupe Europene (Cupa Mitropa): 9 meciuri – 3 goluri
- România B: 2 meciuri – 2 goluri